# Hibou grand-duc

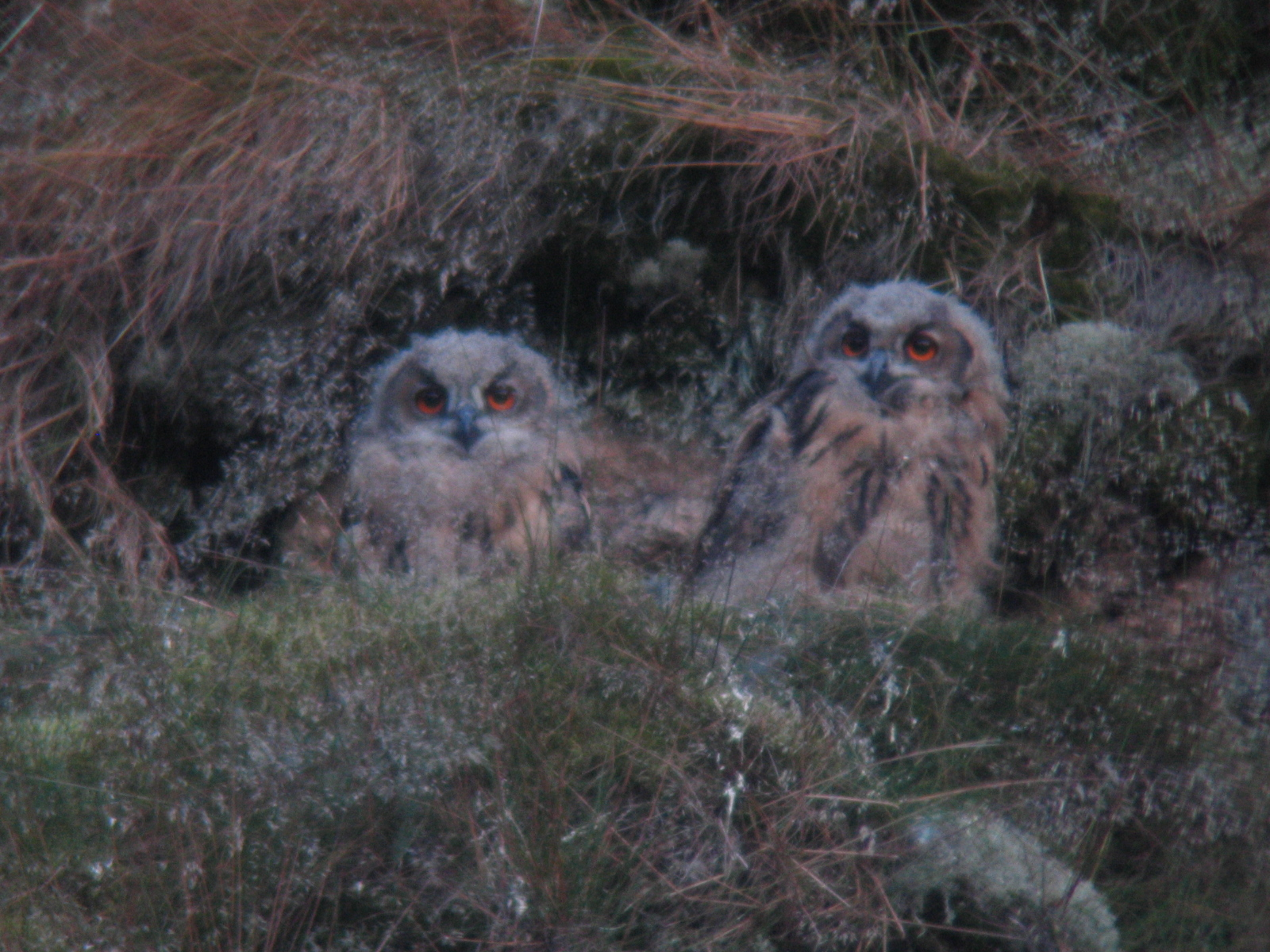
Deux jeunes hiboux grands-ducs.

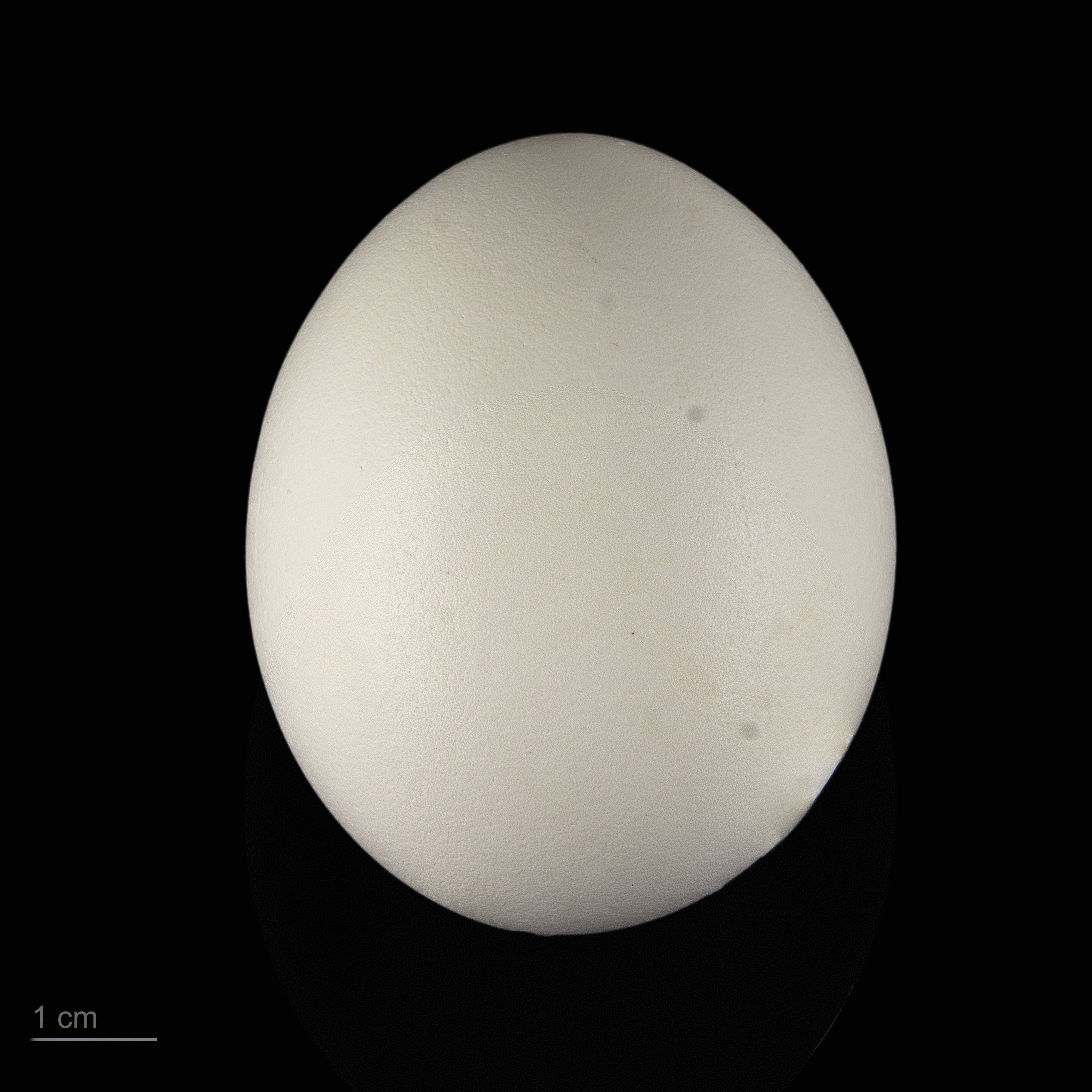
Œuf de Bubo bubo - Muséum de Toulouse

Bubo bubo · Grand-duc d'Europe
Espèce
Statut de conservation UICN

 LC  : Préoccupation mineure
Statut CITES
Répartition géographique
Le Hibou grand-duc (Bubo bubo), également appelé Grand-duc d'Europe, est une espèce de rapaces nocturnes qui vit dans une bonne partie de l'Europe et de l'Asie.

## Étymologie
Le nom vernaculaire du hibou Grand-duc, fait référence au duc, titre le plus élevé après le prince. Il est possible que les aigrettes proéminentes de cet hibou aient été rapprochées de la couronne ducale.
Le nom scientifique, Bubo bubo, vient du grec buas, signifiant hibou. L'origine de ce terme est l'onomatopée de sa voix.

## Description
Avec ses 75 cm de haut, le Grand-duc est le plus grand des rapaces nocturnes au monde : il mesure le double de son proche cousin, le Hibou moyen-duc.
Qualifiée d'« aristocratique », sa silhouette est massive, sa tête, piquée de deux gros yeux rouge-orangé est surmontée d'aigrettes de 8 cm environ que l'oiseau dresse verticalement s'il est excité ou dérangé. Ces aigrettes sont normalement horizontales et un peu repliées vers l'arrière, et ne jouent aucun rôle dans l'audition. Les sexes se distinguent par la taille du mâle (tiercelet), plus petit. Mimétique aux branchages, son plumage est brun-roussâtre dessus, taché et rayé de brun noir. Le dessous est plus clair, fauve avec des stries longitudinales et des zébrures transversales de couleur brun foncé.
Le poids du mâle varie de 2 à 2,5 kg, celui de la femelle de 2,5 à 3,3 kg. Long de 65 à 75 cm, le Grand-duc d'Europe possède une envergure allant de 160 à 188 cm. Il peut vivre plus de 20 ans.

## Comportement

### Vol
Il a un vol agile et silencieux malgré sa grande taille, car il est doté comme la plupart des oiseaux nocturnes d'un plumage duveteux, très flexible, qui lui permet de voler sans bruit. En vol, il est aisément reconnaissable à sa grande envergure, appuyé sur ses grandes ailes longues et larges, et détachant bien sa tête assez pointue, la queue courte.

### Alimentation
La nourriture du Grand-duc d'Europe est des plus variées. Il se nourrit de toutes sortes de proies, des scarabées aux faons de cervidés[réf. souhaitée]. La majeure partie de son régime est composée de mammifères (campagnols, rats, souris, renardeaux, lièvres) et d’oiseaux de toutes sortes. Il peut aussi consommer des serpents, lézards, anoures, poissons et crabes, ainsi que des rongeurs, lapins, lièvres, hérissons, oiseaux (corbeaux, pigeons, perdrix), oiseaux marins, chauves-souris et même d'autres rapaces diurnes et nocturnes[réf. souhaitée]. Cet animal n'a pas d'autre prédateur naturel que l'homme, c'est donc un superprédateur.
Les pelotes de réjection du Grand-duc d'Europe mesurent généralement 10 cm de long.

### Vocalisations
Le Grand-duc d'Europe émet un « bouhou » ou un «ouhouhou-ou-ouhouhouhouhou » (d'où son nom latin, Bubo bubo) audible de loin, ainsi que toutes sortes d'autres bruits.

### Reproduction
Le couple installe son nid dans une niche de falaise, dans des éboulis de gros rochers, plus rarement dans un ancien nid de rapace ou à même le sol. Il niche jusqu'à 2 400 m d'altitude. De fin mars à début avril, le Grand-duc d'Europe construit un nid simplement garni de restes de poils ou de plumes arrachés à ses proies. La femelle y pond 2 à 4 œufs blancs, qu'elle couve seule pendant 32 à 37 jours, tandis que le mâle lui apporte de la nourriture. Une fois éclos, les petits sont protégés par la mère des intempéries et du soleil. Un mois et demi plus tard environ, les petits quittent le nid mais restent à proximité. À trois mois, ils savent parfaitement voler. La femelle n'hésite pas à attaquer, avec le bec et les serres, tout intrus susceptible de menacer ses jeunes, aidée en cela par le mâle[réf. nécessaire].
- Œuf : 51 à 73 mm de long par 42 à 54 mm de large.

## Répartition et habitat

### Répartition
Il est répandu dans une très large bande centrale de l'Eurasie, du Portugal à la Corée, mais est toutefois absent des toundras arctiques au nord et des forêts du sud-est asiatique au sud. En France, il vit dans les zones rocheuses de l'est, du centre et du sud. On le rencontre aussi bien dans les plaines que dans les montagnes.

### Habitat
On rencontre le Grand-duc d'Europe aussi bien dans les plaines que dans les montagnes. Il aime particulièrement les falaises, près des plans d'eau. Très discret, il s'installe sur des corniches rocheuses, sur les remparts d'un vieux château ou à même le sol ; parfois dans les régions du nord, dans un trou d'arbre mais sans aucun doute, sa préférence va aux grandes falaises proches d'un plan d'eau.

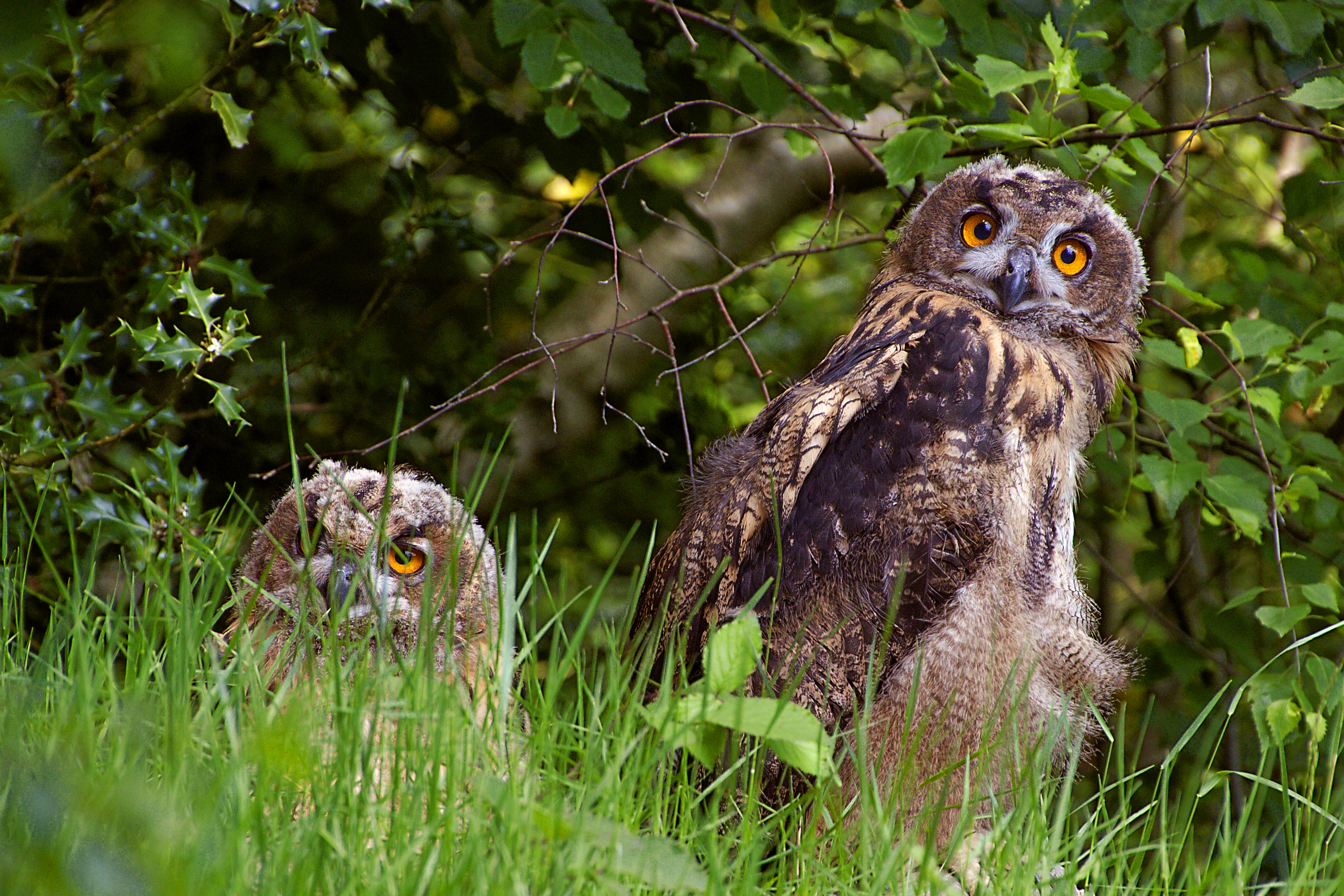
Deux autres jeunes.

## Taxinomie

### Sous-espèces
D'après la classification de référence (version 14.1, 2024) de l'Union internationale des ornithologues, le Grand-duc d'Europe possède 16 sous-espèces (ordre philogénique) :
- Bubo bubo hispanus Rothschild & Hartert, EJO, 1910 : Péninsule Ibérique ;
- Bubo bubo bubo (Linnaeus, 1758) : De la Scandinavie et la France jusqu'à l'ouest de la Russie ;

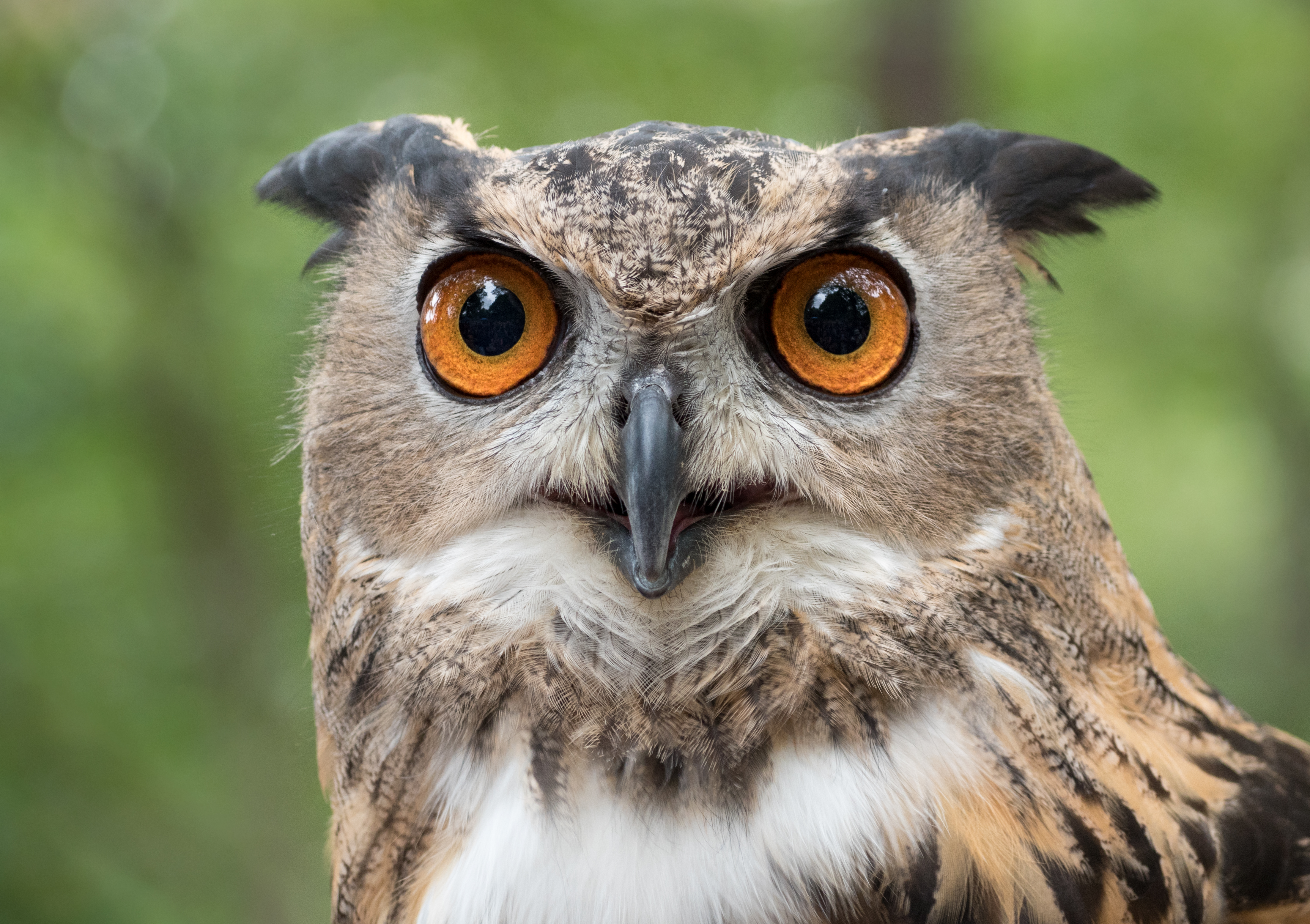
Portrait d'un grand-duc d'Europe, présent à Raptor fest (Fête des rapaces) à Central Park, New York. Septembre 2019.

- Bubo bubo interpositus Rothschild & Hartert, EJO, 1910 : de la Turquie à la Bulgarie, Roumanie et sud de l'Ukraine ;
- Bubo bubo nikolskii Zarudny, 1905 : de l'est de l'Irak jusqu'à l'ouest du Pakistan ;
- Bubo bubo ruthenus Boutourline & Zhitkov, 1906 : centre, est et sud de la Russie européenne ;
- Bubo bubo sibiricus (Gloger, 1833) : Oural de l'est de la Russie européenne et de l'ouest de la Sibérie jusqu'au centre et sud-ouest de la Sibérie ;
- Bubo bubo yenisseensis Boutourline, 1911 : du centre de la Sibérie jusqu'au nord de la Mongolie ;
- Bubo bubo jakutensis Boutourline, 1908 : centre-nord et nord-est de la Sibérie ;
- Bubo bubo turcomanus (Eversmann, 1835) : du Kazakhstan jusqu'à l'ouest  de la Mongolie et nord-ouest de la Chine ;
- Bubo bubo omissus Dementiev (d), 1933 : du nord-est de l'Iran et Turkménistan jusqu'à l'ouest de la Chine ;
- Bubo bubo hemachalanus Hume, 1873 : ouest de l'Himalaya jusqu'à l'ouest du Tibet ;
- Bubo bubo tibetanus Bianchi, 1906 : Plateau tibétain ;
- Bubo bubo tarimensis Boutourline, 1928 : de l'est du Bassin du Tarim (ouest de la Chine) jusqu'au sud de la Mongolie ;
- Bubo bubo kiautschensis Reichenow, 1903 : est de la Chine et péninsule de Corée ;
- Bubo bubo ussuriensis Poliakov (d), 1915 : du sud-est de la Sibérie et est de la Mongolie jusqu'au nord-est de la Chine et est de la Sibérie ;
- Bubo bubo borissowi Hesse (d), 1915 : Sakhaline et îles Kouriles (au large de la Sibérie).

## Le hibou grand-duc et l'Homme

### Conservation

#### Menaces
En Europe, il a longtemps été utilisé afin de limiter certaines populations d'oiseaux qualifiés de « nuisibles » (pie, corneille, corbeau, etc.) . Il a aussi été pourchassé comme oiseau de malheur, parce qu'on croyait se protéger en le clouant sur les portes de granges, avant qu'on ne s'aperçoive de sa grande utilité écologique et agronomique et qu'il soit protégé par la loi.
Les causes de sa disparition sont le recul, la dégradation ou la fragmentation écologique de son habitat, les tirs illégaux de braconniers (voir ci-dessous protection), les pesticides agricoles, les poisons utilisés contre les rongeurs (bromadiolone notamment), les accidents dus aux véhicules et la pollution lumineuse, car il est très sensible à l'éblouissement des phares de voitures. On note aussi une mortalité importante due aux collisions contre les câbles électriques aériens et les fils de fer. Les poisons utilisés pour détruire ses proies et les pesticides s'accumulent dans son organisme et peuvent entraîner sa mort.
Aussi, depuis les années 1980, une chute de la population de Hiboux grands-ducs en France a été observée à cause de maladies (myxomatose, maladie hémorragique virale...) qui touchent leurs proies principales : les lapins. Dans les années 1970, l’espèce était aussi décimée par la fragilisation des coquilles de ses œufs, en raison de l’accumulation de produits chimiques dans le corps des femelles : l’espèce était alors considérée comme rarissime en Europe de l’Ouest.
En France, à la fin du XXe siècle et au début du XXIe siècle, la population augmente, sans doute grâce à l’interdiction progressive des pesticides les plus dangereux,  mais reste inférieure à ses niveaux historiques.

#### Historique de la protection
En France, alors que tous les rapaces nocturnes ont été protégés dès 1902 en tant qu'oiseaux utiles à l'agriculture, seul le Grand-duc d'Europe était exclu de cette protection. Il est vrai que le fait que les chats domestiques pouvaient être au nombre de ses proies n'a pas joué en sa faveur[réf. souhaitée].
Il a bénéficié d'une prohibition de la chasse grâce à l'arrêté ministériel du 27 novembre 1964 relatif aux espèces dont la chasse est prohibée confirmé par l'arrêté ministériel du 24 janvier 1972.

#### Statut de protection actuelle

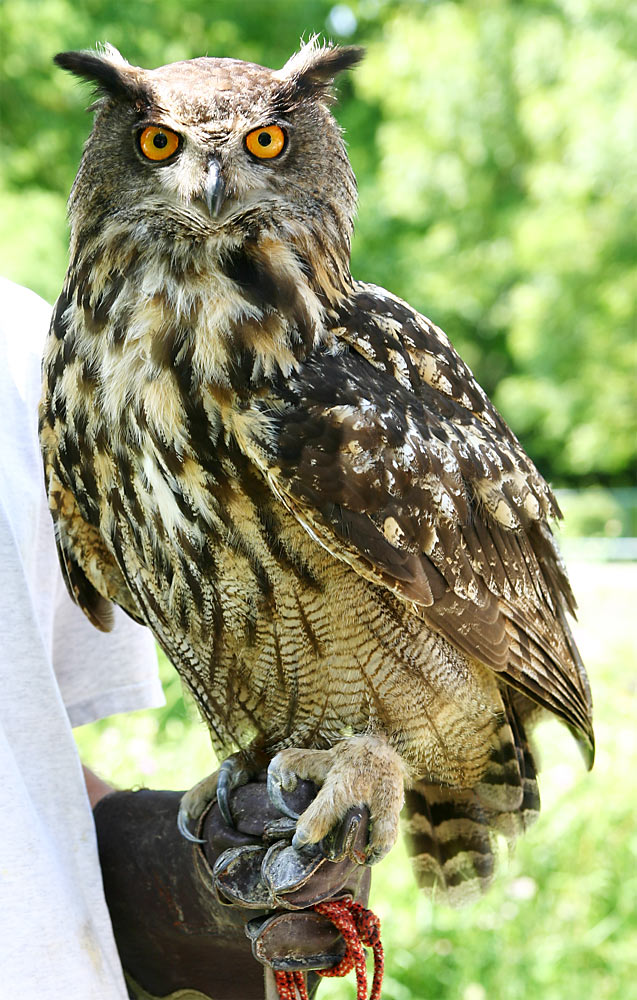
Grand-duc d'Europe sur la main gantée d'un fauconnier.

Le Grand-duc d'Europe bénéficie d'une protection totale sur le territoire français depuis l'arrêté ministériel du 17 avril 1981 relatif aux oiseaux protégés sur l'ensemble du territoire. Il est inscrit à l'annexe I de la directive Oiseaux de l'Union européenne. Il est donc interdit de le détruire, de le mutiler, de le capturer ou de l'enlever, de le perturber intentionnellement ou de le naturaliser, ainsi que de détruire ou enlever les œufs et les nids, et de détruire, altérer ou dégrader son milieu. Qu'il soit vivant ou mort, il est aussi interdit de le transporter, de le colporter, de l'utiliser, de le détenir, de le vendre ou de l'acheter. Toutefois depuis 2006 et surtout depuis l'arrêté d'octobre 2009, ces restrictions relatives à la cession et au transport ne s'appliquent plus qu'aux oiseaux sauvages vivant dans le milieu naturel. Les hiboux grands-ducs nés et élevés en captivité peuvent être cédés à condition d'être identifiés & accompagnés d'un CIC (certificat intracommunautaire pour l'application de la CITES dans l'Union Européenne).
Pour éviter la disparition de l'espèce, il existe désormais des élevages spécialisés dans la reproduction du Grand-duc en captivité. L'élevage en captivité est devenu très courant et la reproduction de cette espèce est très facile. Souvent la réussite, comme d'ailleurs pour la plupart des rapaces nocturnes, dépasse toutes les espérances. Il est même parfois nécessaire de limiter la reproduction[réf. nécessaire]. Pour ouvrir un élevage il faut, en plus des documents d'origine (CIC, attestation de provenance) en règle, avoir un certificat de capacité et une autorisation pour l'élevage. La réglementation prévoit le dépôt d'un dossier de demande à la Direction départementale de la Protection des populations (DDPP ), pour évaluation des capacités du candidat[réf. nécessaire].
Les détenteurs des spécimens ainsi obtenus, apprivoisés, doivent avoir obtenu un diplôme adéquat. Ils reçoivent une formation et un traitement de l'administration pour entretenir leur Grand-duc, le nourrir, le soigner et l'entraîner à la chasse au vol. L'autorisation de détention pour la chasse au vol est de nature différente et peut s'obtenir plus facilement auprès de la DDTM (ex DDA).

### Utilisation de «Grands-ducs artificiels»
De faux Grands-ducs sont parfois utilisés pour faire fuir des oiseaux (pour éviter leurs fientes). Certains sont au contraire utilisés pour attirer certains animaux qui sont attirés par ces effigies (ces dernières inquiètent certains animaux, qui s'en approchent avec des comportements d'intimidation ; elles sont donc utilisées pour la chasse et la destruction de certains animaux dits nuisibles (autorisé en France depuis 2012 à la demande de représentants des chasseurs).

### Dans la culture

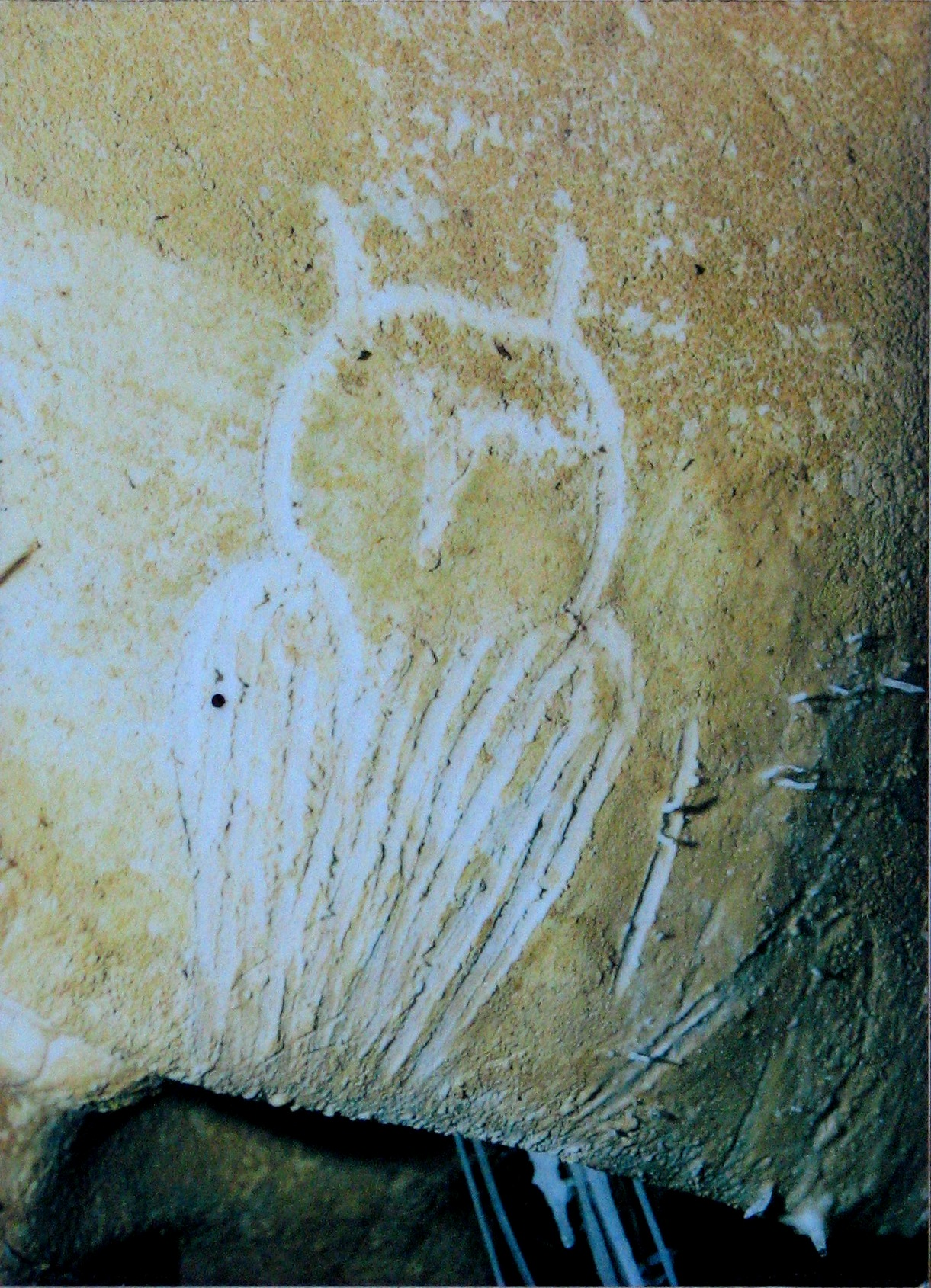
Unique hibou représenté dans l'art pariétal, par grattage.

- L'espèce est représentée dans l'art pariétal de la grotte Chauvet[20].
- Certains personnages de la série littéraire Les Gardiens de Ga'Hoole, de Kathryn Lasky, sont des Grand-ducs. Il en est de même pour le film d'animation de Zack Snyder Le Royaume de Ga'Hoole: La Légende des gardiens, tiré de cette série littéraire.
- Dans le jeu vidéo Sly Raccoon, le Hibou grand-duc est l'espèce d'oiseaux de Clockwerk, l'ennemi juré du héros de la série, Sly Cooper.

### Articles connexes

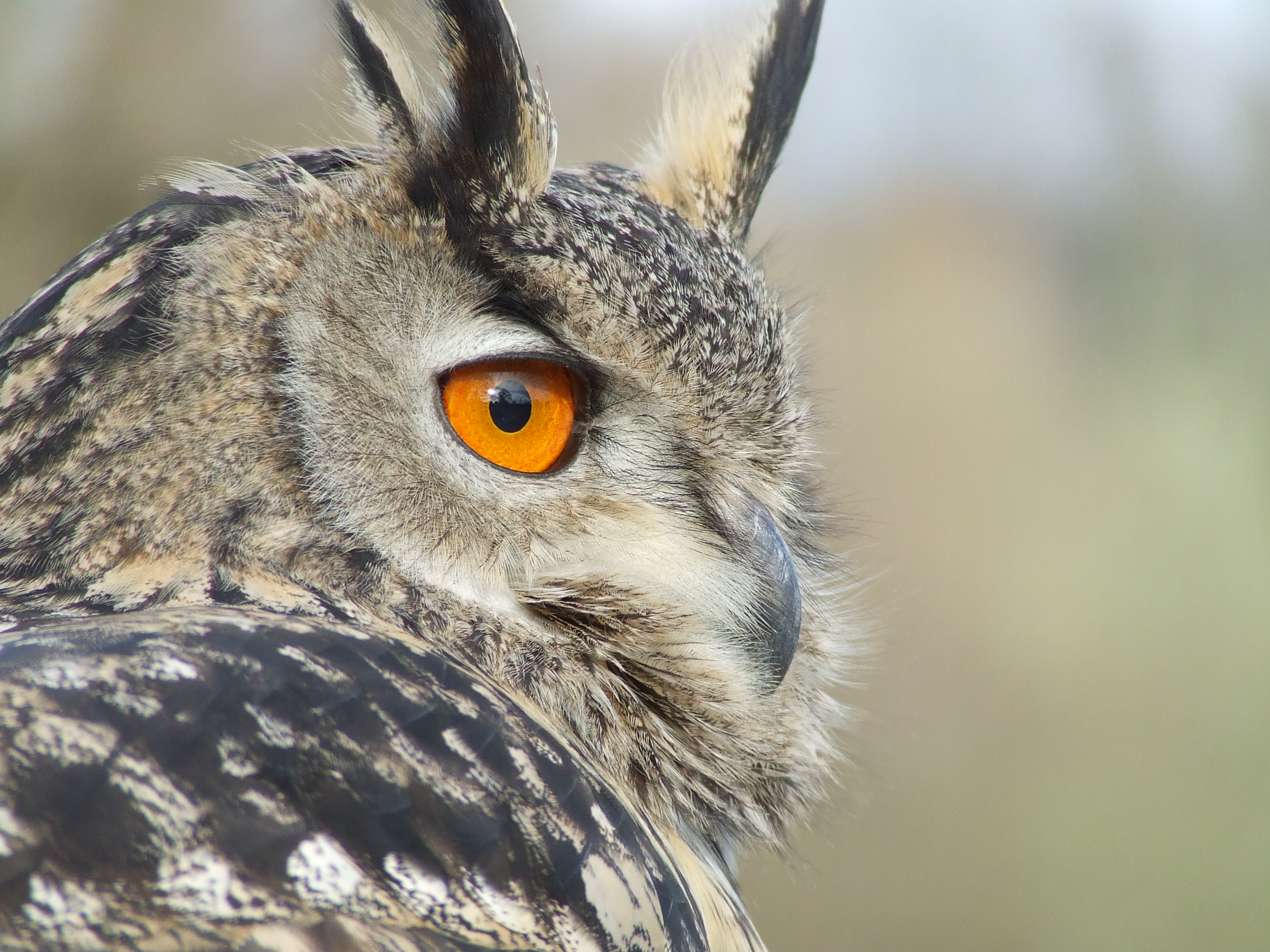
L'œil du Grand-duc, lui permet de voir dans le noir, mais comme celui des chouettes et d'autres animaux nocturnes, il est très sensible à l'éblouissement par les phares de voitures ou l'éclairage nocturne, exposant l'animal à des collisions avec des véhicules (phénomène de « Roadkill »).

## Annexe